# Parnavaziërs
De Parnavaziërs (Georgisch: ფარნავაზიანები) is de eerste dynastie van Georgische koningen van Kartli (Iberië) gezien door de Georgische historische traditie. Hun heerschappij duurde, met onderbrekingen (Artaxiden, 93 v.Chr - 32 v.Chr.), van de 3e eeuw v.Chr. tot de 2e eeuw n.Chr.. Het wordt vermeld dat de belangrijkste mannelijke lijn al vroeg uitgestorven was, waardoor het huis verderging met de vrouwelijke lijn. Tegen het einde van de 2de eeuw na Christus kwam er een definitieve einde aan het huis van Parnavaz en de Arsaciden namen de kroon van Iberië over.

## Geschiedenis
Volgens de Georgische vroegmiddeleeuwse kroniek, Het leven van de Georgische koningen stamde de dynastie af van Parnavaz I, de stichter van de Iberische koningschap, die Azo verdreef, een heerser benoemd door Alexander de Grote. Parnavaz, wiens geschiedenis doordrenkt is met legendarische beelden en symbolen, is niet rechtstreeks aangetoond in niet-Georgische bronnen en er is geen duidelijke aanwijzing of hij de eerste Georgische koning was.

## Parnavaziërs als koningen van Iberië
| Koning     | Jaar               |
| ---------- | ------------------ |
| Parnavaz I | 299 tot 234 v.Chr. |
| Saoermag I | 234 tot 159 v.Chr. |

| Koning    | Jaar               |
| --------- | ------------------ |
| Mirian I  | 159 tot 109 v.Chr. |
| Parnajom  | 109 tot 90 v.Chr.  |
| Mirian II | 30 tot 20 v.Chr.   |
| Arsjak II | 234 tot 1          |

| Koning        | Jaar        |
| ------------- | ----------- |
| Parsman I     | 1 tot 58    |
| Mithridates I | 58 tot 106  |
| Amazasp       | 106 tot 116 |
| Parsman II    | 116 tot 132 |
| Radamist      | 132 tot 135 |
| Parsman III   | 135 tot 185 |
| Amazasp II    | 185 tot 189 |